# Dan Van Severen
Dan Van Severen, né à Lokeren le 8 février 1927 et mort à Gand le 15 février 2009 , est un peintre belge.

## Biographie
Dan Van Severen est un représentant de l’art abstrait.
Son art est construit à partir de motifs géométriques simples : carrés, rectangles, losanges, cercles et ovales. Ses dessins sont effectués d’un seul trait.
De la combinaison de carrés et de rectangles, il compose des croix, signe universel, clé finale de toutes ses compositions où celle-ci est toujours présente. Plus tard, au cours de l’Exposition universelle de 1958, il rejoint avec des amis et connaissances de l’avant-garde le groupe G58.
Ses peintures sont exposées notamment au SMAK, au Muhka et au Mu.ZEE.
Il est le père du désigner Maarten van Severen (1956-2005).

## Sources
- (nl) Cet article est partiellement ou en totalité issu de l’article de Wikipédia en néerlandais intitulé « Dan Van Severen » (voir la liste des auteurs).